# 君が峰町
君が峰町（きみがみねちょう）は、兵庫県三木市にある大字。郵便番号は673-0425。

## 地理

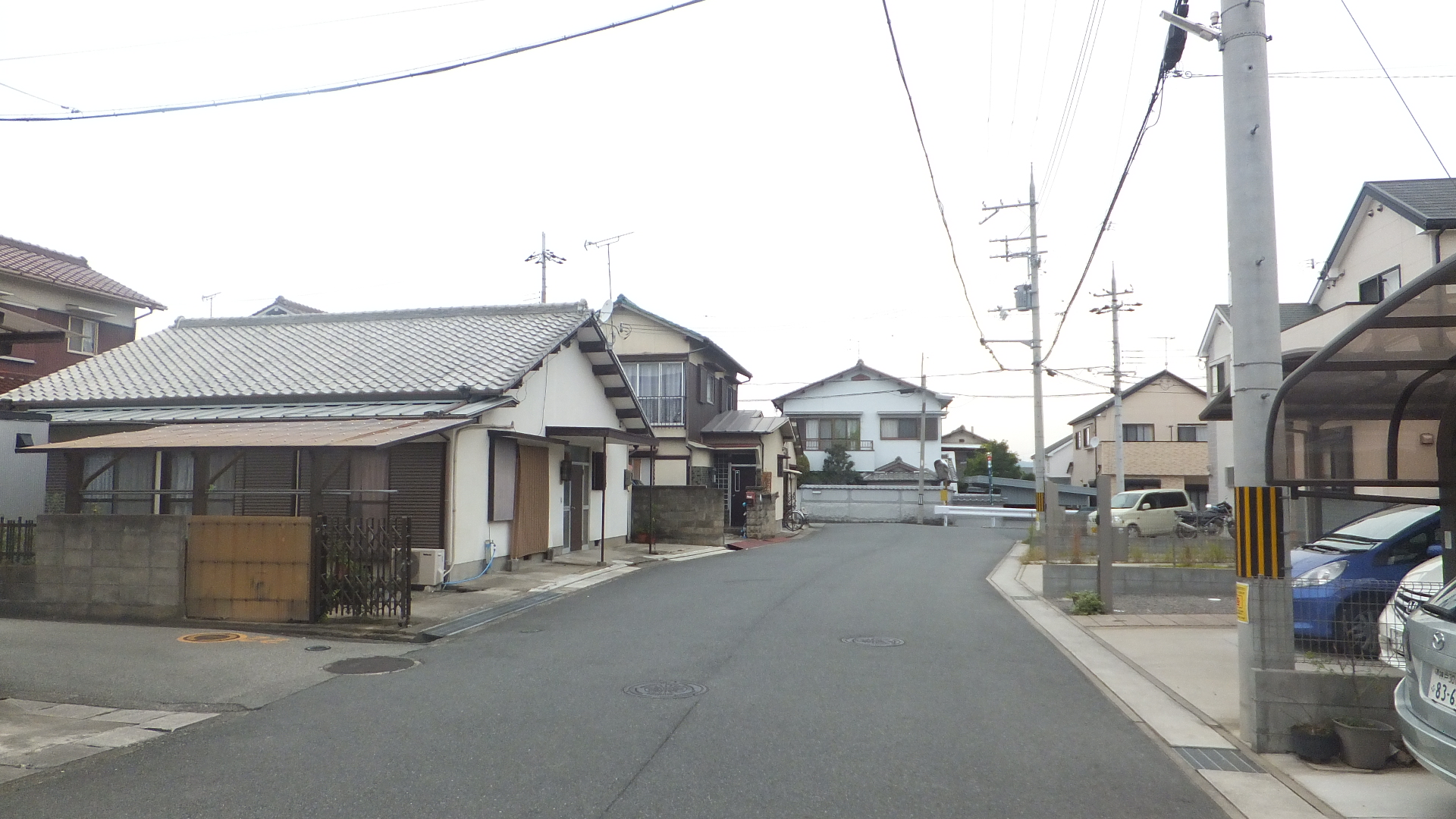
君が峰町の街並み

- 三木地区の東側、美嚢川中流左岸の丘陵地に位置し、古くから君が峰と呼ばれており、中規模一般住宅が多い兵庫県営の新興住宅地である。1965年までは大塚の一部であった。由来は神功皇后・仲哀天皇の皇軍を率いて九州・三韓へ行く目的で、その途中でこの地に駐輦されたという伝承・宿原にある常厳寺の山号が「君峰山」であることと元々は大塚の小字である君ヶ峰であることから名付けられた[1][2][3][4][5]。東側と南側は宿原・西側と北側は大塚と接する。

## 歴史
第二次世界大戦後に神戸・大阪のベッドタウンとして兵庫県が県営の住宅団地を開発した。当地に神戸電鉄粟生線恵比須駅が近くにあることもあって人口が増加し、君が峰兵庫県営住宅と呼ばれた。
- 1965年 - 大塚の一部から分離し、君が峰町が成立する。当初は大塚3丁目となる予定であったが、入植当時に移り住んだ住民の「馴染んできた君が峰に愛着がある」という要望により、君が峰地区が大塚1丁目の一部を編入した上での成立であった[6]。

### 字域の変遷
| 実施前     | 実施年 | 実施後         |
| ---------- | ------ | -------------- |
| 三木市大塚 | 1965年 | 三木市君が峰町 |

## 施設
- コーポ君が峰

## 小・中学校の学区
| 大字     | 番地 | 小学校             | 中学校               |
| -------- | ---- | ------------------ | -------------------- |
| 君が峰町 | 全域 | 三木市立三木小学校 | 三木市立三木東中学校 |

## 交通

### 鉄道
地内には鉄道は通っていない。

### バス
- 神姫バス
- みっきぃバス